# Tàu tiếp liệu khu trục

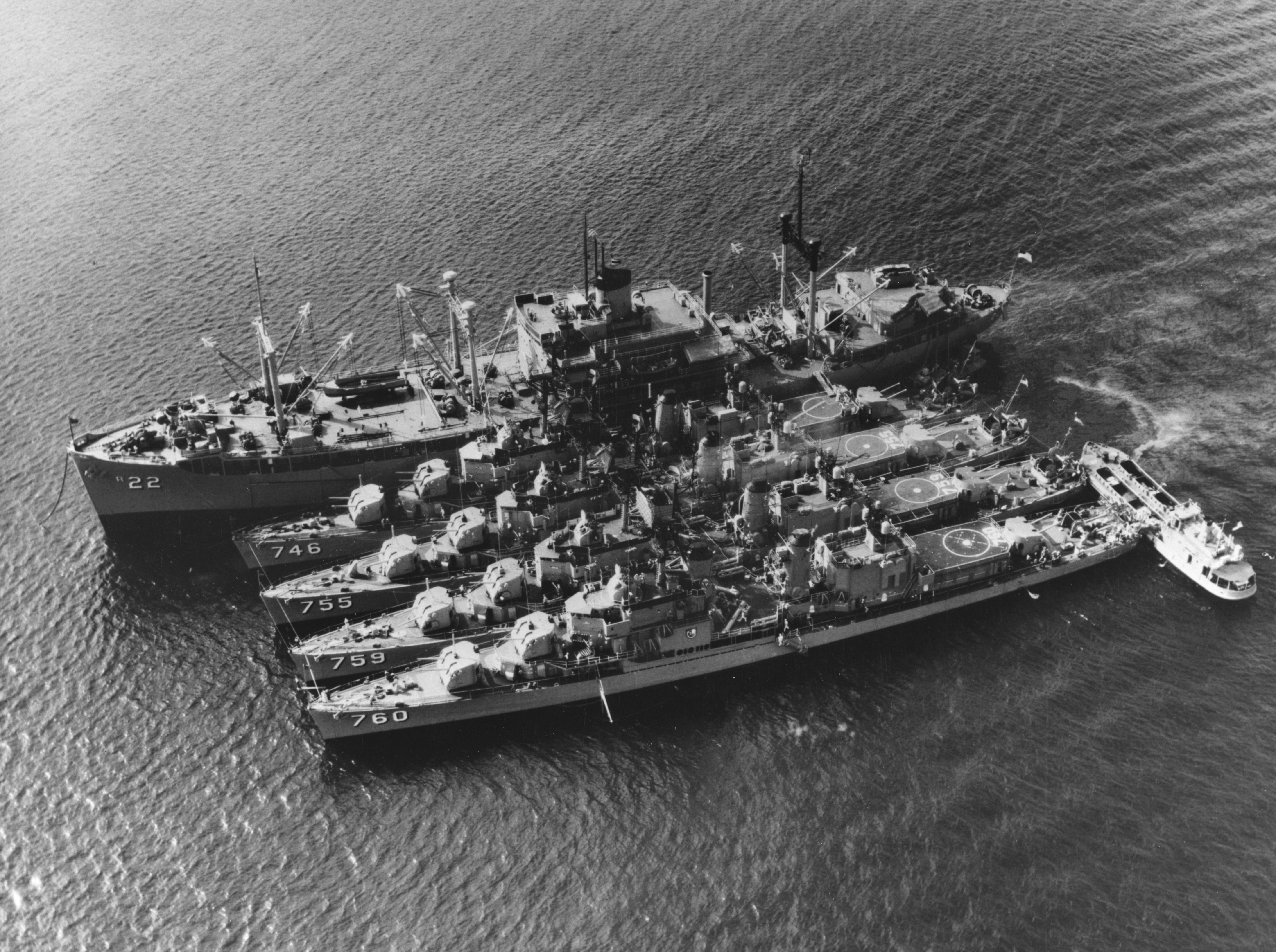
Tàu tiếp liệu khu trục cùng với một chi hạm đội tàu khu trục lớp Allen M. Sumner tại vịnh Subic, Philippines, tháng 11, 1963

Tàu tiếp liệu khu trục (tên gọi cũ "Khu trục hạm cơ xưởng", tiếng Anh: "destroyer tender" hoặc "destroyer depot ship") là một kiểu tàu kho chứa, một tàu phụ trợ được thiết kế để cung cấp dịch vụ bảo trì cho một chi hạm đội tàu khu trục hay các tàu chiến nhỏ khác. Việc sử dụng lớp tàu này đã giảm dần sau khi đạt đến đỉnh cao trong nữa đầu thế kỷ 20, do vai trò và vũ khí trang bị của các tàu chiến nhỏ đã tiến hóa, cộng với tiến bộ kỹ thuật đã giúp nâng cao hiệu suất và độ bền của động cơ tàu thuyền.

## Bối cảnh
Trong giai đoạn cách mạng công nghiệp vào nữa cuối thế kỷ 19, những tàu chiến bọc sắt chạy động cơ hơi nước đã thay thế cho những chiếc tàu gỗ chạy buồm, nhưng vũ khí của hải quân chủ yếu vẫn dựa vào hải pháo. Tàu chiến đầu tiên bị đánh chìm bởi ngư lôi là chiếc tàu chiến bọc sắt Blanco Encalada vào năm 1891. Khi hải quân các nước nhận ra sự mong manh của những chiếc thiết giáp hạm đắt tiền của họ trước những tàu phóng lôi rẻ tiền, họ bắt đầu cho đóng những chi hạm đội tàu diệt tàu phóng lôi (torpedo boat destroyers), hay gọi tắt là destroyer (tàu khu trục).
Những tàu diệt tàu phóng lôi đầu tiên có kích cỡ nhỏ để tối ưu hóa sự cơ động, và vận hành bằng động cơ hơi nước lớn nhằm có được tốc độ tối đa đã ngăn chặn tàu phóng lôi đối phương trước khi chúng có thể tiếp cận gần hàng chiến trận hạm đội nhà. Các tàu khu trục này chất đầy máy móc, than, pháo bắn nhanh và đạn dược đến mức thậm chí không có chỗ nghỉ cho thủy thủ đoàn. Vì vậy đã phát sinh nhu cầu cần có một tàu hậu cần để phục vụ cho chi hạm đội này; chúng cung cấp chỗ nghỉ ngơi và ăn uống cho thủy thủ đoàn tàu khu trục, đi kèm theo các tàu tiếp than để phục vụ cho hạm đội chiến trận. Những tàu tiếp liệu khu trục còn có cả bếp ăn, bộ phận hành chánh và quân y, và những hạ sĩ quan chuyên nghiệp để sửa chữa động cơ cho tàu khu trục. Các tàu này còn mang the những nguồn phụ tùng để sửa chữa tàu khu trục.

## Sự tiến hóa
Khi Hạm đội Great White thực hiện chuyến đi vòng quanh thế giới vào năm 1907, chúng được tháp tùng bởi một tàu tiếp liệu, USS Yankton, và một tàu sửa chữa, USS Panther. Tàu sửa chữa không thể cung cấp dịch vụ và nhân sự như một tàu tiếp liệu, nhưng nó mang đến nhiều khả năng sửa chữa hơn, bao gồm cả thiết bị và nhân sự để sửa chữa những hỏng hóc động cơ nghiêm trọng hay hư hại trong tác chiến. Tàu sửa chữa có những xưởng máy và đầy đủ những thiết bị và lò đúc để hoàn thành mọi sửa chữa không yêu cầu đến ụ nổi.
Trọng lượng choán nước của tàu khu trục đã tăng thêm theo thời gian, từ 1.000 tấn trong giai đoạn Thế Chiến I lên 2.000 tấn cho các tàu khu trục tháp tùng các tàu sân bay nhanh trong Thế Chiến II.  Những tàu tiếp liệu khu trục Hoa Kỳ trong Thế Chiến II mang theo một số cơ số đạn dược và mìn sâu cũng như thực hiện việc sửa chữa và tiếp tế ngư lôi, nhưng chúng tập trung vào công việc sửa chữa.
Lớp tàu tiếp liệu khu trục Dixie được trang bị lò đúc, lò rèn, máy tiện kim loại và máy hàn để tiến hành những sửa chữa lớn, cùng một xưởng quang học và xưởng đồng hồ để sửa chữa ống nhòm, kính lục phân, đồng hồ hàng hải, máy đo tầm xa quang học cùng các máy tính tương tự để kiểm soát hỏa lực. Những tàu tiếp liệu này cũng vận hành các máy chưng cất và máy phát điện để cung cấp nước sạch và điện năng cho các tàu khu trục neo đậu cặp bên mạn phải ngừng hoạt động để sửa chữa nồi hơi.
Khi tải trọng của tàu khu trục tăng thêm, chúng chở thêm nhân sự và thiết bị mà trước đây chỉ có trên tàu tiếp liệu. Tàu khu trục trong giai đoạn Chiến tranh Lạnh đã tiệm cận kích cỡ một tàu tuần dương trước đây, và với kích cỡ này bắt đầu đảm nhiệm những hoạt động tác chiến độc lập của tàu tuần dương. Vì vậy những tàu tiếp liệu còn hoạt động có chức năng khó phân biệt với một tàu sửa chữa.

## Danh sách tàu tiếp liệu khu trục
Một số tàu tiếp liệu khu trục được thiết kế và đóng cho mục đích phục vụ các chi hạm đội khu trục, trong khi những chiếc khác được cải biến từ những con tàu được chế tạo cho mục đích khác. Bảng dưới đây so sánh các kiểu tàu được thiết kế như là tàu tiếp liệu khu trục:
| Tên                | Năm  | Số lượng | Hải quân | Tải trọng  | Tốc độ    | Thủy thủ đoàn |
| ------------------ | ---- | -------- | -------- | ---------- | --------- | ------------- |
| USS Melville       | 1915 | 1        | Hoa Kỳ   | 5.250 tấn  | 15 knot   | 600           |
| HMS Greenwich      | 1915 | 1        | Anh Quốc | 8.100 tấn  | 11 knot   | 224           |
| lớp Altair         | 1918 | 3        | Hoa Kỳ   | 6.250 tấn  | 10,5 knot | 481           |
| lớp Dobbin         | 1921 | 2        | Hoa Kỳ   | 8.325 tấn  | 16 knot   | 600           |
| lớp Dixie          | 1939 | 5        | Hoa Kỳ   | 9.450 tấn  | 19 knot   | 1.262         |
| lớp Hamul          | 1940 | 2        | Hoa Kỳ   | 8.560 tấn  | 17 knot   | 857           |
| lớp Hecla          | 1940 | 2        | Anh Quốc | 10.850 tấn | 17 knot   | 818           |
| lớp Klondike       | 1944 | 4        | Hoa Kỳ   | 8.560 tấn  | 18 knot   | 860           |
| lớp Shenandoah     | 1944 | 6        | Hoa Kỳ   | 11.755 tấn | 18 knot   | 1.035         |
| lớp Samuel Gompers | 1966 | 2        | Hoa Kỳ   | 21.000 tấn | 18 knot   | 1.803         |
| lớp Yellowstone    | 1979 | 4        | Hoa Kỳ   | 20.224 tấn | 18 knot   | 1.595         |